# Мунгерино (Пистоја)
Мунгерино је насеље у Италији у округу Пистоја, региону Тоскана.
Према процени из 2011. у насељу је живело 208 становника. Насеље се налази на надморској висини од 420 м.